# Chaitophorus himalayensis
Chaitophorus himalayensis är en insektsart. Chaitophorus himalayensis ingår i släktet Chaitophorus och familjen långrörsbladlöss. Inga underarter finns listade i Catalogue of Life.